# Lo strano dramma del dottor Molyneux
Lo strano dramma del dottor Molyneux (Drôle de drame ou L'étrange aventure du Docteur Molyneux) è un film del 1937 diretto da Marcel Carné, tratto dal romanzo His First Offence di J. Storer Clouston, adattato per il cinema da Jacques Prévert.

## Distribuzione
La prima del film è avvenuta il 20 ottobre 1937 al cinema Colisée di Parigi.

## Accoglienza
All'uscita, il film non fu un successo, malgrado il cast eccezionale, ma fu poi riscoperto a partire dal dopoguerra.

## Critica
Il Dizionario Mereghetti e il Dizionario Morandini utilizzano espressioni simili per definire il film: «un perfetto gioco di paradossi condotto con gusto dell'assurdo e uno spirito anarcoide di fondo» che mescola efficacemente «l'assurdo e la satira, il nonsense e lo scherzo» per l'uno, «un cocktail perfetto di comicità, senso dell'assurdo, paradosso» con «un sottotesto anarchico e libertario, tipicamente prevertiano» per l'altro.